# Capreolini
Capreolini – plemię ssaków z podrodziny saren (Capreolinae) w obrębie rodziny jeleniowatych (Cervidae).

## Zasięg występowania
Plemię obejmuje gatunki występujące w Eurazji.

## Systematyka

### Podział systematyczny
Do plemienia należą następujące występując współcześnie rodzaje:
- Hydropotes Swinhoe, 1870 – jelonkowiec – jedynym żyjącym współcześnie przedstawicielem jest Hydropotes inermis Swinhoe, 1870 – jelonkowiec błotny
- Capreolus J.E. Gray, 1821 – sarna

Opisano również rodzaj wymarły:
- Procapreolus Schlosser, 1924